# Torneio de Wimbledon de 2024
O Torneio de Wimbledon de 2024 foi um torneio de tênis disputado nas quadras de grama do All England Lawn Tennis and Croquet Club, no bairro de Wimbledon, em Londres, no Reino Unido, entre 1 e 14 de julho. Corresponde à 56ª edição da era aberta e à 137ª de todos os tempos.
O espanhol Carlos Alcaraz defendeu o título após derrotar Novak Djokovic em sets diretos na final. Foi o quarto título de Slam dele e o segundo seguido, após o troféu de Roland Garros.
A tcheca Barbora Krejčíková conquistou o segundo major em simples após três anos, derrotando na final Jasmine Paolini, finalista em Paris, há cinco semanas. A jogadora, natural de Brno, fazia uma temporada abaixo do esperado – com uma vitória entre fevereiro e maio e cinco derrotas seguidas – e não era considerada uma favorita.
Em três sets muito disputados e após salvar três match points, Harri Heliövaara e Henry Patten foram campeões pela primeira vez nesse nível. Com Patten, constitui-se o único êxito de um tenista da casa entre as cinco principais modalidades.
Assim como Alcaraz, Kateřina Siniaková também chegou à glória em Paris e Londres, mas em duplas. Com uma parceira diferente, com a qual só tinha disputado apenas um torneio antes, completou o 9º troféu da categoria. Para Taylor Townsend, foi o primeiro.
Nas mistas, Jan Zieliński e Hsieh Su-wei tiveram igualmente dobradinha, obtida em sets diretos na final, mas com uma diferença: conquistaram o primeiro Slam no Australian Open.

## Disputa entre cadeirantes ampliada
Mais tenistas cadeirantes poderão jogar o torneio londrino. Em 2024, as chaves masculinas e femininas, de simples e de duplas, tiveram o número de participantes dobrado. A configuração anterior, com 8 simplistas e 4 duplistas, acontecia desde 2016. Wimbledon é o último major a fazer essa atualização. As disputas de tetraplégicos mantém o número de 2023.

## Transmissão
Esta é a lista de países e canais designados a transmitir o torneio durante a edição em questão:
Países lusófonos

| País(es) | Canal(is)    |
| -------- | ------------ |
| Brasil   | Disney+ ESPN |
| Portugal | Sport TV     |
| Macau    | TDM          |

Resto do mundo
| País(es) | Canal(is)                                               |
| Países avulsos                                                                                               |                                                         |
| África | África                                                  |
| --- | ------------------------------------------------------- |
| África do Sul                                                                                                | SPOTV [en]                                              |
| Tunísia | beIN Sports MENA [en]                                   |
| Américas |                                                         |
| Canadá | ESPN RDS [en] TSN                                       |
| Estados Unidos                                                                                               | ESPN Tennis Channel                                     |
| Ásia |                                                         |
| Azerbaijão                                                                                                   | CBC [en] S Sport/Sport Plus                             |
| Bangladesh                                                                                                   | Disney+ Doordarshan Gazi TV [en] Rabbithole Star Sports |
| China | CCTV iQIYI Shanghai TV Great Sports [en]                |
| Coreia do Sul                                                                                                | TVING TvN Sports                                        |
| Hong Kong | PCCW                                                    |
| Israel | Sports Channel (5 Sport) [en]                           |
| Japão | NHK WOWOW                                               |
| Malásia | Astro [en]                                              |
| Nepal | Disney+                                                 |
| Taiwan | Sportcast                                               |
| Turquia | S Sport/Sport Plus TRT                                  |
| Europa |                                                         |
| Albânia | DigitAlb                                                |
| Chipre | Cytavision [en]                                         |
| Dinamarca | DR                                                      |
| Espanha | Movistar+                                               |
| França | beIN Sports                                             |
| Geórgia | S Sport/Sport Plus Setanta Sports [en]                  |
| Grã-Bretanha                                                                                                 | BBC Eurosport                                           |
| Grécia | Nova Sports [en]                                        |
| Irlanda | Premier Sports [en]                                     |
| Kosovo | Artmotion [sq]                                          |
| Islândia | Eurosport                                               |
| Itália | Sky Sport [en]                                          |
| Letónia | TV3                                                     |
| Luxemburgo                                                                                                   | RTL [en]                                                |
| Malta | GO PLC [en]                                             |
| Polónia | Polsat                                                  |
| Sérvia | RTS Sport Klub [en]                                     |
| Suíça | SRG                                                     |
| Oceania |                                                         |
| Austrália | Nine Stan Sport                                         |
| Nova Zelândia                                                                                                | Tennis TV TVNZ                                          |
| Regiões |                                                         |
| África | Canal+ SuperSport                                       |
| América Latina                                                                                               | ESPN (América Latina)                                   |
| Ásia | SPOTV [en]/SPOTV Now                                    |
| ilhas do Pacífico                                                                                            | Digicel                                                 |
| Oriente Médio                                                                                                | beIN Sports MENA [en]                                   |
| Agrupamentos                                                                                                 |                                                         |
| Ásia |                                                         |
| Arménia · Cazaquistão · Quirguistão · Tajiquistão · Turquemenistão · Uzbequistão                             | S Sport/Sport Plus                                      |
| Índia · Maldivas · Paquistão · Sri Lanka                                                                     | Disney+ Doordarshan Star Sports                         |
| Europa |                                                         |
| Alemanha · Áustria                                                                                           | Prime Video                                             |
| Bélgica · Bulgária · Chéquia · Eslováquia · Finlândia · Hungria · Noruega · Países Baixos · Roménia · Suécia | Eurosport HBO Max                                       |
| Bósnia e Herzegovina · Croácia · Eslovénia · Macedónia do Norte · Montenegro                                 | Sport Klub [en]                                         |
| Estónia · Lituânia                                                                                           | S Sport/Sport Plus                                      |
| Moldávia · Ucrânia                                                                                           | Setanta Sports [en]                                     |

## Pontuação e premiação

### Distribuição de pontos
ATP e WTA informam suas pontuações em Grand Slam, distintas entre si, em simples e em duplas. A ITF responde exclusivamente pelos juvenis e cadeirantes.
Considerado torneio amistoso, o de duplas mistas não gera pontos.
No juvenil, os simplistas jogam duas fases de qualificatório, mas só os que passam à chave principal pontuam. Em duplas, a pontuação é por jogador. A partir da fase com 16, os competidores recebem pontos adicionais de bônus (os valores da tabela já somam as duas pontuações).

#### Profissional
| Evento            | V    | F    | SF  | QF  | R16 | R32 | R64 | R128 | Q  | Q3 | Q2 | Q1 |
| Simples masculino | 2000 | 1300 | 800 | 400 | 200 | 100 | 50  | 10   | 30 | 16 | 8  | 0  |
| Duplas masculinas | 2000 | 1200 | 720 | 360 | 180 | 90  | 0   | —    | —  | —  | —  | —  |
| Simples feminino  | 2000 | 1300 | 780 | 430 | 240 | 130 | 70  | 10   | 40 | 30 | 20 | 2  |
| Duplas femininas  | 2000 | 1300 | 780 | 430 | 240 | 130 | 10  | —    | —  | —  | —  | —  |

| Evento            | V    | F   | SF  | QF  | R16 | R32 | R64 | Q  | Q2 | Q1 |
| Simples Masculino | 1000 | 700 | 490 | 300 | 180 | 90  | 30* | 20 | 0  | 0  |
| Simples Feminino  | 1000 | 700 | 490 | 300 | 180 | 90  | 30* | 20 | 0  | 0  |
| Duplas Masculinas | 750  | 525 | 367 | 225 | 135 | 0   | —   | —  | —  | —  |
| Duplas Femininas  | 750  | 525 | 367 | 225 | 135 | 0   | —   | —  | —  | —  |

| Evento               | V   | F   | SF  | QF  | R16 |
| Simples              | 800 | 500 | 375 | 200 | 100 |
| Simples tetraplégico | 800 | 500 | 375 | 100 | —   |
| Duplas               | 800 | 500 | 375 | 100 | —   |
| Duplas tetraplégicas | 800 | 100 | —   | —   | —   |

### Premiação
A premiação geral aumentou 12% em relação a 2023. Os títulos de simples tiveram um acréscimo de £ 350.000 cada.
Os juvenis não são pagos.
| Evento                 | V           | F           | SF        | QF        | Últimos 16 | Últimos 32 | Últimos 64 | Últimos 128 | Q3       | Q2       | Q1       |
| Contemplados           | 1           | 1           | 2         | 4         | 8          | 16         | 32         | 64          | 16       | 32       | 64       |
| Simples (2)            | £ 2.700.000 | £ 1.400.000 | £ 715.000 | £ 375.000 | £ 226.000  | £ 143.000  | £ 93.000   | £ 60.000    | £ 40.000 | £ 25.000 | £ 15.000 |
| Duplas (2)             | £ 650.000   | £ 330.000   | £ 167.000 | £ 84.000  | £ 42.000   | £ 25.000   | £ 15.750   | —           | —        | —        | —        |
| Duplas mistas          | £ 130.000   | £ 65.000    | £ 33.000  | £ 17.000  | £ 8.500    | £ 4.250    | —          | —           | —        | —        | —        |
| Simples cadeirante (2) | £ 65.000    | £ 34.000    | £ 23.000  | £ 15.500  | £ 10.000   | —          | —          | —           | —        | —        | —        |
| Simples tetraplégico   | £ 65.000    | £ 34.000    | £ 23.000  | £ 15.500  | —          | —          | —          | —           | —        | —        | —        |
| Duplas cadeirantes (2) | £ 28.000    | £ 14.000    | £ 8.500   | £ 5.250   | —          | —          | —          | —           | —        | —        | —        |
| Duplas tetraplégicas   | £ 28.000    | £ 14.000    | £ 8.500   | —         | —          | —          | —          | —           | —        | —        | —        |
| Duplas convidadas (3)  | £ 35.000    | £ 28.000    | £ 24.000* | £ 24.000* | £ 24.000*  | —          | —          | —           | —        | —        | —        |

Total dos eventos: £ 48.550.000
Per diem (estimado): £ 1.450.000
Total da premiação: £ 50.000.000

## Cabeças de chave
Cabeças baseados(as) nos rankings de 24 de junho de 2024. Dados de Ranking e Pontos anteriores são de 1º de julho de 2024.
Em verde, o(s) cabeça(s) de chave campeão(ões). Em vermelho, o(s) vice-campeão(ões).

### Simples

#### Masculino
| Cabeça | Ranking | Jogador                 | Pontos anteriores | Pontos a defender | Pontos conquistados | Nova pontuação | Eliminado na | Eliminado por                   |
| ------ | ------- | ----------------------- | ----------------- | ----------------- | ------------------- | -------------- | ------------ | ------------------------------- |
| 1      | 1       | Jannik Sinner           | 9.890             | 720               | 400                 | 9.570          | QF           | RUS Daniil Medvedev [5]         |
| 2      | 2       | Novak Djokovic          | 8.360             | 1.200             | 1.300               | 8.460          | F            | Carlos Alcaraz [3]              |
| 3      | 3       | Carlos Alcaraz          | 8.130             | 2.000             | 2.000               | 8.130          | Campeão      | –                               |
| 4      | 4       | Alexander Zverev        | 6.905             | 90                | 200                 | 7.015          | 4ª fase      | Taylor Fritz [13]               |
| 5      | 5       | RUS Daniil Medvedev     | 6.445             | 720               | 800                 | 6.525          | SF           | Carlos Alcaraz [3]              |
| 6      | 6       | RUS Andrey Rublev       | 4.420             | 360               | 10                  | 4.070          | 1ª fase      | Francisco Comesaña              |
| 7      | 7       | Hubert Hurkacz          | 4.235             | 180               | 50                  | 4.105          | 2ª fase, ab. | Arthur Fils                     |
| 8      | 8       | Casper Ruud             | 4.025             | 45                | 50                  | 4.030          | 2ª fase      | Fabio Fognini                   |
| 9      | 9       | Alex de Minaur          | 3.830             | 45                | 400                 | 4.185          | QF, w.o.     | Lucas Pouille [Q]               |
| 10     | 10      | Grigor Dimitrov         | 3.750             | 180               | 200                 | 3.770          | 4ª fase, ab. | RUS Daniil Medvedev [5]         |
| 11     | 11      | Stefanos Tsitsipas      | 3.745             | 180               | 50                  | 3.615          | 2ª fase      | Emil Ruusuvuori                 |
| 12     | 13      | Tommy Paul              | 3.100             | 90                | 400                 | 3.410          | QF           | Carlos Alcaraz [3]              |
| 13     | 12      | Taylor Fritz            | 3.350             | 45                | 400                 | 3.705          | QF           | Lorenzo Musetti [25]            |
| 14     | 14      | Ben Shelton             | 2.595             | 45                | 200                 | 2.750          | 4ª fase      | Jannik Sinner [1]               |
| 15     | 15      | Holger Rune             | 2.370             | 360               | 200                 | 2.210          | 4ª fase      | Novak Djokovic [2]              |
| 16     | 16      | Ugo Humbert             | 2.300             | 10                | 200                 | 2.490          | 4ª fase      | Carlos Alcaraz [3]              |
| 17     | 17      | Félix Auger-Aliassime   | 2.075             | 10                | 10                  | 2.075          | 1ª fase      | Thanasi Kokkinakis              |
| 18     | 18      | Sebastián Báez          | 2.020             | 10                | 10                  | 2.020          | 1ª fase      | Brandon Nakashima               |
| 19     | 20      | Nicolás Jarry           | 1.825             | 90                | 10                  | 1.745          | 1ª fase      | Denis Shapovalov [PR]           |
| 20     | 21      | Sebastian Korda         | 1.795             | 10                | 10                  | 1.795          | 1ª fase      | Giovanni Mpetshi Perricard [LL] |
| 21     | 22      | RUS Karen Khachanov     | 1.780             | 0                 | 50                  | 1.830          | 2ª fase      | Quentin Halys [Q]               |
| 22     | 24      | Adrian Mannarino        | 1.625             | 45                | 10                  | 1.590          | 1ª fase      | Gaël Monfils                    |
| 23     | 23      | Alexander Bublik        | 1.730             | 180               | 100                 | 1.650          | 3ª fase      | Tommy Paul [12]                 |
| 24     | 19      | Alejandro Tabilo        | 1.904             | (75+36)†          | 100+25              | 1.918          | 3ª fase      | Taylor Fritz [13]               |
| 25     | 25      | Lorenzo Musetti         | 1.620             | 90                | 800                 | 2.330          | SF           | Novak Djokovic [2]              |
| 26     | 30      | Francisco Cerúndolo     | 1.315             | 45                | 10                  | 1.280          | 1ª fase      | RUS Roman Safiullin             |
| 27     | 27      | Tallon Griekspoor       | 1.470             | 10                | 50                  | 1.510          | 2ª fase      | Miomir Kecmanović               |
| 28     | 28      | Jack Draper             | 1.461             | 0                 | 50                  | 1.511          | 2ª fase      | Cameron Norrie                  |
| 29     | 29      | Frances Tiafoe          | 1.355             | 90                | 100                 | 1.365          | 3ª fase      | Carlos Alcaraz [3]              |
| 30     | 31      | Tomás Martín Etcheverry | 1.290             | 45                | 50                  | 1.295          | 2ª fase      | Alexei Popyrin                  |
| 31     | 32      | Mariano Navone          | 1.282             | (50)†             | 10                  | 1.242          | 1ª fase      | Lorenzo Sonego                  |
| 32     | 38      | Zhang Zhizhen           | 1.221             | 10                | 50                  | 1.261          | 2ª fase      | Jan-Lennard Struff              |

† O jogador não se qualificou à chave principal na edição de 2023. Ele está defendendo no lugar os pontos de um ou mais torneios do circuito challenger.

##### Desistências
| Ranking | Jogador      | Pontos anteriores | Pontos a defender | Nova pontuação | Motivo                      |
| ------- | ------------ | ----------------- | ----------------- | -------------- | --------------------------- |
| 26      | Jiří Lehečka | 1.585             | 180               | 1.405          | Estresse na vértebra lombar |

#### Feminino
| Cabeça | Ranking | Jogadora                     | Pontos anteriores | Pontos a defender | Pontos conquistados | Nova pontuação | Eliminada na | Eliminada por            |
| ------ | ------- | ---------------------------- | ----------------- | ----------------- | ------------------- | -------------- | ------------ | ------------------------ |
| 1      | 1       | Iga Świątek                  | 11.585            | 430               | 130                 | 11.285         | 3ª fase      | Yulia Putintseva         |
| 2      | 2       | Coco Gauff                   | 7.943             | 10                | 240                 | 8.173          | 4ª fase      | Emma Navarro [19]        |
| 4      | 4       | Elena Rybakina               | 6.026             | 430               | 780                 | 6.376          | SF           | Barbora Krejčíková [31]  |
| 5      | 5       | Jessica Pegula               | 5.025             | 430               | 70                  | 4.665          | 2ª fase      | Wang Xinyu               |
| 6      | 6       | Markéta Vondroušová          | 4.463             | 2.000             | 10                  | 2.473          | 1ª fase      | Jéssica Bouzas Maneiro   |
| 7      | 7       | Jasmine Paolini              | 4.228             | 10                | 1.300               | 5.518          | F            | Barbora Krejčíková [31]  |
| 8      | 8       | Zheng Qinwen                 | 4.055             | 10                | 10                  | 4.055          | 1ª fase      | Lulu Sun [Q]             |
| 9      | 9       | Maria Sakkari                | 3.805             | 10                | 130                 | 3.925          | 3ª fase      | Emma Raducanu [WC]       |
| 10     | 10      | Ons Jabeur                   | 3.801             | 1.300             | 130                 | 2.631          | 3ª fase      | Elina Svitolina [21]     |
| 11     | 11      | Danielle Collins             | 3.532             | 70                | 240                 | 3.702          | 4ª fase      | Barbora Krejčíková [31]  |
| 12     | 13      | Madison Keys                 | 3.068             | 430               | 240                 | 2.878          | 4ª fase, ab. | Jasmine Paolini [7]      |
| 13     | 14      | Jeļena Ostapenko             | 3.058             | 70                | 430                 | 3.418          | QF           | Barbora Krejčíková [31]  |
| 14     | 12      | RUS Daria Kasatkina          | 3.283             | 130               | 130                 | 3.283          | 3ª fase      | Paula Badosa [PR]        |
| 15     | 15      | RUS Liudmila Samsonova       | 2.830             | 10                | 130                 | 2.950          | 3ª fase      | RUS Anna Kalinskaya [17] |
| 17     | 18      | RUS Anna Kalinskaya          | 2.310             | 0                 | 240                 | 2.550          | 4ª fase, ab. | Elena Rybakina [4]       |
| 18     | 19      | Marta Kostyuk                | 2.240             | 130               | 130                 | 2.240          | 3ª fase      | Madison Keys [12]        |
| 19     | 17      | Emma Navarro                 | 2.323             | 10+95             | 430+81              | 2.729          | QF           | Jasmine Paolini [7]      |
| 20     | 20      | Beatriz Haddad Maia          | 2.218             | 240               | 130                 | 2.108          | 3ª fase      | Danielle Collins [11]    |
| 21     | 21      | Elina Svitolina              | 2.100             | 780               | 430                 | 1.750          | QF           | Elena Rybakina [4]       |
| 23     | 24      | Caroline Garcia              | 1.938             | 130               | 70                  | 1.878          | 2ª fase      | Bernarda Pera            |
| 24     | 23      | RUS Mirra Andreeva           | 2.018             | 280               | 10                  | 1.748          | 1ª fase      | Brenda Fruhvirtová       |
| 25     | 28      | RUS Anastasia Pavlyuchenkova | 1.756             | (15+95)†          | 70+1                | 1.717          | 2ª fase      | Zhu Lin                  |
| 26     | 26      | Linda Nosková                | 1.775             | 10                | 70                  | 1.835          | 2ª fase      | Bianca Andreescu [PR]    |
| 27     | 36      | Kateřina Siniaková           | 1.546             | 70                | 70                  | 1.546          | 2ª fase      | Yulia Putintseva         |
| 28     | 27      | Dayana Yastremska            | 1.760             | 30                | 130                 | 1.860          | 3ª fase      | Donna Vekić              |
| 29     | 31      | Sorana Cîrstea               | 1.675             | 130               | 10                  | 1.555          | 1ª fase      | Sonay Kartal [Q]         |
| 30     | 25      | Leylah Fernandez             | 1.920             | 70                | 70                  | 1.920          | 2ª fase      | Caroline Wozniacki [WC]  |
| 31     | 32      | Barbora Krejčíková           | 1.643             | 70                | 2.000               | 3.573          | Campeã       | –                        |
| 32     | 29      | Katie Boulter                | 1.748             | 130               | 70                  | 1.688          | 2ª fase      | Harriet Dart             |

† A jogadora não se qualificou à chave principal na edição de 2023. Ela está defendendo no lugar os pontos de um torneio do circuito ITF ou challenger.

##### Desistências
| Ranking | Jogadora                  | Pontos anteriores | Pontos a defender | Nova pontuação | Motivo         |
| ------- | ------------------------- | ----------------- | ----------------- | -------------- | -------------- |
| 3       | BLR Aryna Sabalenka       | 7.841             | 780               | 7.061          | Lesão no ombro |
| 16      | BLR Victoria Azarenka     | 2.399             | 240               | 2.159          | Lesão no ombro |
| 22      | RUS Ekaterina Alexandrova | 2.053             | 240               | 1.813          | Indisposição   |

### Duplas
| Cabeça | Ranking | Equipe            | Equipe                 |
| ------ | ------- | ----------------- | ---------------------- |
| 1      | 4       | Marcel Granollers | Horacio Zeballos       |
| 2      | 5       | Rohan Bopanna     | Matthew Ebden          |
| 3      | 11      | Rajeev Ram        | Joe Salisbury          |
| 4      | 16      | Marcelo Arévalo   | Mate Pavić             |
| 5      | 21      | Simone Bolelli    | Andrea Vavassori       |
| 6      | 26      | Santiago González | Édouard Roger-Vasselin |
| 7      | 29      | Wesley Koolhof    | Nikola Mektić          |
| 8      | 30      | Kevin Krawietz    | Tim Pütz               |
| 9      | 34      | Neal Skupski      | Michael Venus          |
| 10     | 36      | Ivan Dodig        | Austin Krajicek        |
| 11     | 38      | Máximo González   | Andrés Molteni         |
| 12     | 46      | Nathaniel Lammons | Jackson Withrow        |
| 13     | 55      | Hugo Nys          | Jan Zieliński          |
| 14     | 58      | Sander Gillé      | Joran Vliegen          |
| 15     | 63      | Max Purcell       | Jordan Thompson        |
| 16     | 67      | Sadio Doumbia     | Fabien Reboul          |

| Cabeça | Ranking | Equipe                   | Equipe                   |
| ------ | ------- | ------------------------ | ------------------------ |
| 1      | 3       | Hsieh Su-wei             | Elise Mertensa           |
| 2      | 7       | Gabriela Dabrowski       | Erin Routliffe           |
| 3      | 18      | Nicole Melichar-Martinez | Ellen Perez              |
| 4      | 28      | Kateřina Siniaková       | Taylor Townsend          |
| 5      | 29      | Sara Errani              | Jasmine Paolini          |
| 6      | 29      | Demi Schuurs             | Luisa Stefani            |
| 7      | 30      | Caroline Dolehide        | Desirae Krawczyk         |
| 8      | 32      | Barbora Krejčíková       | Laura Siegemund          |
| 9      | 37      | Lyudmyla Kichenok        | Jeļena Ostapenko         |
| 10     | 43      | Marie Bouzková           | Sara Sorribes Tormo      |
| 11     | 55      | Coco Gauff               | Jessica Pegula           |
| 12     | 62      | Chan Hao-ching           | RUS Veronika Kudermetova |
| 13     | 66      | Giuliana Olmos           | RUS Alexandra Panova     |
| 14     | 67      | Sofia Kenin              | Bethanie Mattek-Sands    |
| 15     | 67      | Asia Muhammad            | Aldila Sutjiadi          |
| 16     | 73      | Ulrikke Eikeri           | Ingrid Neel              |

#### Mistas
| Cabeça | Equipe           | Equipe            |
| ------ | ---------------- | ----------------- |
| 1      | Matthew Ebden    | Ellen Perez       |
| 2      | Michael Venus    | Erin Routliffe    |
| 3      | Mate Pavić       | Lyudmyla Kichenok |
| 4      | Austin Krajicek  | Laura Siegemund   |
| 5      | Andrea Vavassori | Sara Errani       |
| 6      | Neal Skupski     | Desirae Krawczyk  |
| 7      | Jan Zieliński    | Hsieh Su-wei      |
| 8      | Ivan Dodig       | Chan Hao-ching    |

## Convidados à chave principal
Os jogadores a seguir receberam convite para disputar diretamente a chave principal.

### Simples
| Masculino | Feminino |
| --- | --- |
| - Liam Broady - Charles Broom - Jan Choinski - Jacob Fearnley - Arthur Fery - Billy Harris - Paul Jubb - Henry Searle | - Francesca Jones - Angelique Kerber - Lily Miyazaki - Naomi Osaka - Emma Raducanu - Ajla Tomljanović - Heather Watson - Caroline Wozniacki |

### Duplas
| Masculinas | Femininas | Mistas |
| --- | --- | --- |
| - Liam Broady / Billy Harris - Charles Broom / Arthur Fery - Jay Clarke / Marcus Willis - Oliver Crawford / Kyle Edmund - Daniel Evans / Henry Searle - Jacob Fearnley / Jack Pinnington Jones - Andy Murray / Jamie Murray | - Emily Appleton / Lily Miyazaki - Naiktha Bains / Amelia Rajecki - Alicia Barnett / Freya Christie - Harriet Dart / Maia Lumsden - Sarah Beth Grey / Tara Moore - Samantha Murray Sharan / Eden Silva | - Julian Cash / Maia Lumsden - Lloyd Glasspool / Harriet Dart - Luke Johnson / Freya Christie - Andy Murray / Emma Raducanu - Henry Patten / Olivia Nicholls - Marcus Willis / Alicia Barnett |

## Qualificados à chave principal
O qualificatório se deu no Community Sports Centre, no distrito londrino de Roehampton, entre 24 e 27 de junho de 2024.

### Simples
| Masculino | Feminino |
| --- | --- |
| 1. Radu Albot 2. Mattia Bellucci 3. Zizou Bergs 4. Alex Bolt 5. Cristian Garín 6. Hugo Gaston 7. Quentin Halys 8. loyd Harris 9. Maxime Janvier 10. Vít Kopřiva 11. Mark Lajal 12. Felipe Meligeni Alves 13. Alejandro Moro Cañas 14. Lucas Pouille 15. Otto Virtanen 16. Elias Ymer | 1. Bai Zhuoxuan 2. Olivia Gadecki 3. Dalma Gálfi 4. Sonay Kartal 5. McCartney Kessler 6. Eva Lys 7. Robin Montgomery 8. Alycia Parks 9. Elena-Gabriela Ruse 10. Daria Snigur 11. Marina Stakusic 12. Yuliia Starodubtseva 13. Lulu Sun 14. Anca Todoni 15. Panna Udvardy 16. Katie Volynets |

Lucky losers
| 1. James Duckworth 2. Daniel Elahi Galán 3. David Goffin 4. Giovanni Mpetshi Perricard 5. Luca Van Assche | 1. RUS Erika Andreeva 2. Olga Danilović 3. Elsa Jacquemot 4. Renata Zarazúa |

## Eliminações em simples

### Masculino
| Final                           | Final                    | Final                        | Final                    |
| ------------------------------- | ------------------------ | ---------------------------- | ------------------------ |
| Novak Djokovic [2]              |                          |                              |                          |
| Semifinais                      |                          |                              |                          |
| RUS Daniil Medvedev [5]         | RUS Daniil Medvedev [5]  | Lorenzo Musetti [25]         | Lorenzo Musetti [25]     |
| Quartas de final                |                          |                              |                          |
| Jannik Sinner [1]               | Tommy Paul [12]          | Taylor Fritz [13]            | Alex de Minaur [9]       |
| Quarta fase                     |                          |                              |                          |
| Ben Shelton [14]                | Grigor Dimitrov [10]     | Ugo Humbert [16]             | Roberto Bautista Agut    |
| Giovanni Mpetshi Perricard (LL) | Alexander Zverev [4]     | Arthur Fils                  | Holger Rune [15]         |
| Terceira fase                   |                          |                              |                          |
| Miomir Kecmanović               | Denis Shapovalov (PR)    | Gaël Monfils                 | Jan-Lennard Struff       |
| Frances Tiafoe [29]             | Brandon Nakashima        | Alexander Bublik [23]        | Fabio Fognini            |
| Francisco Comesaña              | Emil Ruusuvuori          | Alejandro Tabilo [24]        | Cameron Norrie           |
| RUS Roman Safiullin             | Lucas Pouille (Q)        | Quentin Halys (Q)            | Alexei Popyrin           |
| Segunda fase                    |                          |                              |                          |
| Matteo Berrettini               | Tallon Griekspoor [27]   | Daniel Altmaier              | Lloyd Harris (Q)         |
| Shang Juncheng                  | Stan Wawrinka            | Zhang Zhizhen [32]           | Alexandre Müller         |
| Aleksandar Vukic                | Borna Ćorić              | Jordan Thompson              | Botic van de Zandschulp  |
| Otto Virtanen (Q)               | Arthur Cazaux            | Lorenzo Sonego               | Casper Ruud [8]          |
| Adam Walton                     | Luciano Darderi          | Yoshihito Nishioka           | Stefanos Tsitsipas [11]  |
| Arthur Rinderknech              | Flavio Cobolli           | Jack Draper [28]             | Marcos Giron             |
| Hubert Hurkacz [7]              | Tomáš Macháč             | Thanasi Kokkinakis           | Jaume Munar              |
| Thiago Seyboth Wild             | RUS Karen Khachanov [21] | Tomás Martín Etcheverry [30] | Jacob Fearnley (WC)      |
| Primeira fase                   |                          |                              |                          |
| Yannick Hanfmann                | Márton Fucsovics         | Sumit Nagal                  | Daniel Elahi Galán (LL)  |
| Nicolás Jarry [19]              | Arthur Fery (WC)         | Alex Michelsen               | Mattia Bellucci (Q)      |
| Dušan Lajović                   | Cristian Garín (Q)       | Charles Broom (WC)           | Adrian Mannarino [22]    |
| Maxime Janvier (Q)              | Fábián Marozsán          | Hugo Gaston (Q)              | Aleksandar Kovacevic     |
| Mark Lajal (Q)                  | Sebastian Ofner          | Felipe Meligeni Alves (Q)    | Matteo Arnaldi           |
| Sebastián Báez [18]             | RUS Pavel Kotov          | Liam Broady (WC)             | Alexander Shevchenko     |
| Pedro Martínez                  | Max Purcell              | Zizou Bergs (Q)              | Jakub Menšík             |
| Mariano Navone [31]             | Maximilian Marterer      | Luca Van Assche (LL)         | Alex Bolt (Q)            |
| RUS Andrey Rublev [6]           | Federico Coria           | Jan Choinski (WC)            | Constant Lestienne       |
| Sebastian Korda [20]            | Nuno Borges              | Mackenzie McDonald           | Taro Daniel              |
| Christopher O'Connell           | Kei Nishikori (PR)       | Rinky Hijikata               | Daniel Evans             |
| Elias Ymer (Q)                  | Facundo Díaz Acosta      | Henry Searle (WC)            | Roberto Carballés Baena  |
| Radu Albot (Q)                  | Dominic Stricker (PR)    | David Goffin (LL)            | Francisco Cerúndolo [26] |
| Félix Auger-Aliassime [17]      | Laslo Djere              | Billy Harris (WC)            | James Duckworth (LL)     |
| Kwon Soon-woo (PR)              | Paul Jubb (WC)           | Christopher Eubanks          | RUS Aslan Karatsev       |
| Luca Nardi                      | Thiago Monteiro          | Alejandro Moro Cañas (Q)     | Vít Kopřiva (Q)          |

### Feminino
| Final                    | Final                             | Final                     | Final                   |
| ------------------------ | --------------------------------- | ------------------------- | ----------------------- |
| Jasmine Paolini [7]      |                                   |                           |                         |
| Semifinais               |                                   |                           |                         |
| Elena Rybakina [4]       | Elena Rybakina [4]                | Donna Vekić               | Donna Vekić             |
| Quartas de final         |                                   |                           |                         |
| Jeļena Ostapenko [13]    | Elina Svitolina [21]              | Lulu Sun (Q)              | Emma Navarro [19]       |
| Quarta fase              |                                   |                           |                         |
| Yulia Putintseva         | Danielle Collins [11]             | RUS Anna Kalinskaya [17]  | Wang Xinyu              |
| Emma Raducanu (WC)       | Paula Badosa (PR)                 | Madison Keys [12]         | Coco Gauff [2]          |
| Terceira fase            |                                   |                           |                         |
| Iga Świątek [1]          | Bernarda Pera                     | Beatriz Haddad Maia [20]  | Jéssica Bouzas Maneiro  |
| Caroline Wozniacki (WC)  | RUS Liudmila Samsonova [15]       | Ons Jabeur [10]           | Harriet Dart            |
| Zhu Lin                  | Maria Sakkari [9]                 | RUS Daria Kasatkina [14]  | Dayana Yastremska [28]  |
| Bianca Andreescu (PR)    | Marta Kostyuk [18]                | RUS Diana Shnaider        | Sonay Kartal (Q)        |
| Segunda fase             |                                   |                           |                         |
| Petra Martić             | Kateřina Siniaková [27]           | Caroline Garcia [23]      | Daria Snigur (Q)        |
| Dalma Gálfi (Q)          | Camila Osorio                     | Katie Volynets (Q)        | Cristina Bucșa          |
| Laura Siegemund          | Leylah Fernandez [30]             | Marie Bouzková            | RUS Elina Avanesyan     |
| Robin Montgomery (Q)     | Jule Niemeier                     | Katie Boulter [32]        | Jessica Pegula [5]      |
| Yuliia Starodubtseva (Q) | RUS Anastasia Pavlyuchenkova [25] | Elise Mertens             | Arantxa Rus             |
| Lily Miyazaki (WC)       | Brenda Fruhvirtová                | Varvara Gracheva          | RUS Erika Andreeva (LL) |
| Greet Minnen             | Linda Nosková [26]                | Daria Saville             | Wang Yafan              |
| Sloane Stephens          | Naomi Osaka (WC)                  | Clara Burel               | Anca Todoni (Q)         |
| Primeira fase            |                                   |                           |                         |
| Sofia Kenin              | Francesca Jones (WC)              | Angelique Kerber (WC)     | Marina Stakusic (Q)     |
| RUS Anna Blinkova        | RUS Anastasia Potapova            | Océane Dodin              | Ajla Tomljanović (WC)   |
| Clara Tauson             | Mayar Sherif                      | Lauren Davis (PR)         | Magdalena Fręch         |
| RUS Veronika Kudermetova | María Lourdes Carlé               | Ana Bogdan                | Markéta Vondroušová [6] |
| Elena-Gabriela Ruse (Q)  | Kateryna Baindl (PR)              | Alycia Parks (Q)          | Lucia Bronzetti         |
| Panna Udvardy (Q)        | Julia Riera                       | Anhelina Kalinina         | Rebeka Masarova         |
| Moyuka Uchijima          | Olivia Gadecki (Q)                | Viktorija Golubic         | Magda Linette           |
| Tatjana Maria            | Bai Zhuoxuan (Q)                  | Viktoriya Tomova          | Ashlyn Krueger          |
| Zheng Qinwen [8]         | Alison Van Uytvanck (PR)          | Irina-Camelia Begu (PR)   | Taylor Townsend         |
| Renata Zarazúa (LL)      | Nao Hibino                        | Yuan Yue                  | McCartney Kessler (Q)   |
| Zhang Shuai (PR)         | Tamara Korpatsch                  | Karolína Muchová          | RUS Mirra Andreeva [24] |
| Nadia Podoroska          | Lesia Tsurenko                    | Wang Xiyu                 | Emina Bektas            |
| Sara Sorribes Tormo      | Heather Watson (WC)               | Jaqueline Cristian        | Sara Errani             |
| Rebecca Šramková         | Peyton Stearns                    | Anna Karolína Schmiedlová | Martina Trevisan        |
| Elsa Jacquemot (LL)      | Karolína Plíšková                 | Diane Parry               | Wang Qiang (PR)         |
| Sorana Cîrstea [29]      | Eva Lys (Q)                       | Olga Danilović (LL)       | Caroline Dolehide       |

## Finais

### Profissional
| Categoria | Evento    | Campeã(s)(o/ões)                   | Vice-campeã(s)(o/ões)             | Resultado        | Chave(s)  | Chave(s)       |
| --------- | --------- | ---------------------------------- | --------------------------------- | ---------------- | --------- | -------------- |
| Simples   | Masculino | Carlos Alcaraz                     | Novak Djokovic                    | 6–2, 6–2, 7–64   | principal | qualificatório |
| Simples   | Feminino  | Barbora Krejčíková                 | Jasmine Paolini                   | 6–2, 2–6, 6–4    | principal | qualificatório |
| Duplas    | Masculino | Harri Heliövaara Henry Patten      | Max Purcell Jordan Thompson       | 7–67, 86–7, 7–69 | principal | principal      |
| Duplas    | Feminino  | Kateřina Siniaková Taylor Townsend | Gabriela Dabrowski Erin Routliffe | 7–65, 7–61       | principal | principal      |
| Duplas    | Misto     | Jan Zieliński Hsieh Su-wei         | Santiago González Giuliana Olmos  | 6–4, 6–2         | principal | principal      |

### Juvenil
| Categoria | Evento    | Campeã(s)(o/ões)                | Vice-campeã(s)(o/ões)        | Resultado        | Chave(s)  | Chave(s)       |
| --------- | --------- | ------------------------------- | ---------------------------- | ---------------- | --------- | -------------- |
| Simples   | Masculino | Nicolai Budkov Kjær             | Mees Röttgering              | 6–3, 6–3         | principal | qualificatório |
| Simples   | Feminino  | Renáta Jamrichová               | Emerson Jones                | 6–3, 6–4         | principal | qualificatório |
| Duplas    | Masculino | Alexander Razeghi Max Schönhaus | Jan Klimas Jan Kumstát       | 7–61, 6–4        | principal | principal      |
| Duplas    | Feminino  | Tyra Caterina Grant Iva Jovic   | Mika Stojsavljevic Mingge Xu | 7–5, 4–6, [10–8] | principal | principal      |

### Juvenil sub-14
| Categoria | Evento    | Campeã(s)(o/ões)   | Vice-campeã(s)(o/ões) | Resultado        | Chave(s)  | Chave(s)  |
| --------- | --------- | ------------------ | --------------------- | ---------------- | --------- | --------- |
| Simples   | Masculino | Takahiro Kawaguchi | Jordan Lee            | 6–2, 6–2         | principal | principal |
| Simples   | Feminino  | Jana Kovačková     | Keisija Bērziņa       | 5–7, 6–3, [10–2] | principal | principal |

### Cadeirante
| Categoria | Evento       | Campeã(s)(o/ões)              | Vice-campeã(s)(o/ões)          | Resultado      | Chave     |
| --------- | ------------ | ----------------------------- | ------------------------------ | -------------- | --------- |
| Simples   | Masculino    | Alfie Hewett                  | Martín de la Puente            | 6–2, 6–3       | principal |
| Simples   | Feminino     | Diede de Groot                | Aniek van Koot                 | 6–4, 6–4       | principal |
| Simples   | Tetraplégico | Niels Vink                    | Sam Schröder                   | 7–64, 6–4      | principal |
| Duplas    | Masculino    | Alfie Hewett Gordon Reid      | Takuya Miki Tokito Oda         | 6–4, 7–62      | principal |
| Duplas    | Feminino     | Yui Kamiji Kgothatso Montjane | Diede de Groot Jiske Griffioen | 6–4, 6–4       | principal |
| Duplas    | Tetraplégico | Sam Schröder Niels Vink       | Andy Lapthorne Guy Sasson      | 3–6, 7–63, 6–3 | principal |

### Outros eventos
| Categoria         | Evento    | Campeã(s)(o/ões)                  | Vice-campeã(s)(o/ões)          | Resultado | Chave     | Chave     |
| ----------------- | --------- | --------------------------------- | ------------------------------ | --------- | --------- | --------- |
| Duplas convidadas | Masculino | Bob Bryan Mike Bryan              | Kevin Anderson Lleyton Hewitt  | 6–1, 6–4  | principal |           |
| Duplas convidadas | Feminino  | Kim Clijsters Martina Hingis      | Ashleigh Barty Casey Dellacqua | 6–3, 6–2  | principal | principal |
| Duplas convidadas | Misto     | Mark Woodforde Dominika Cibulková | Nenad Zimonjić Barbara Schett  | 6–3, 6–2  | principal | principal |